# Papieskie Dzieła Misyjne

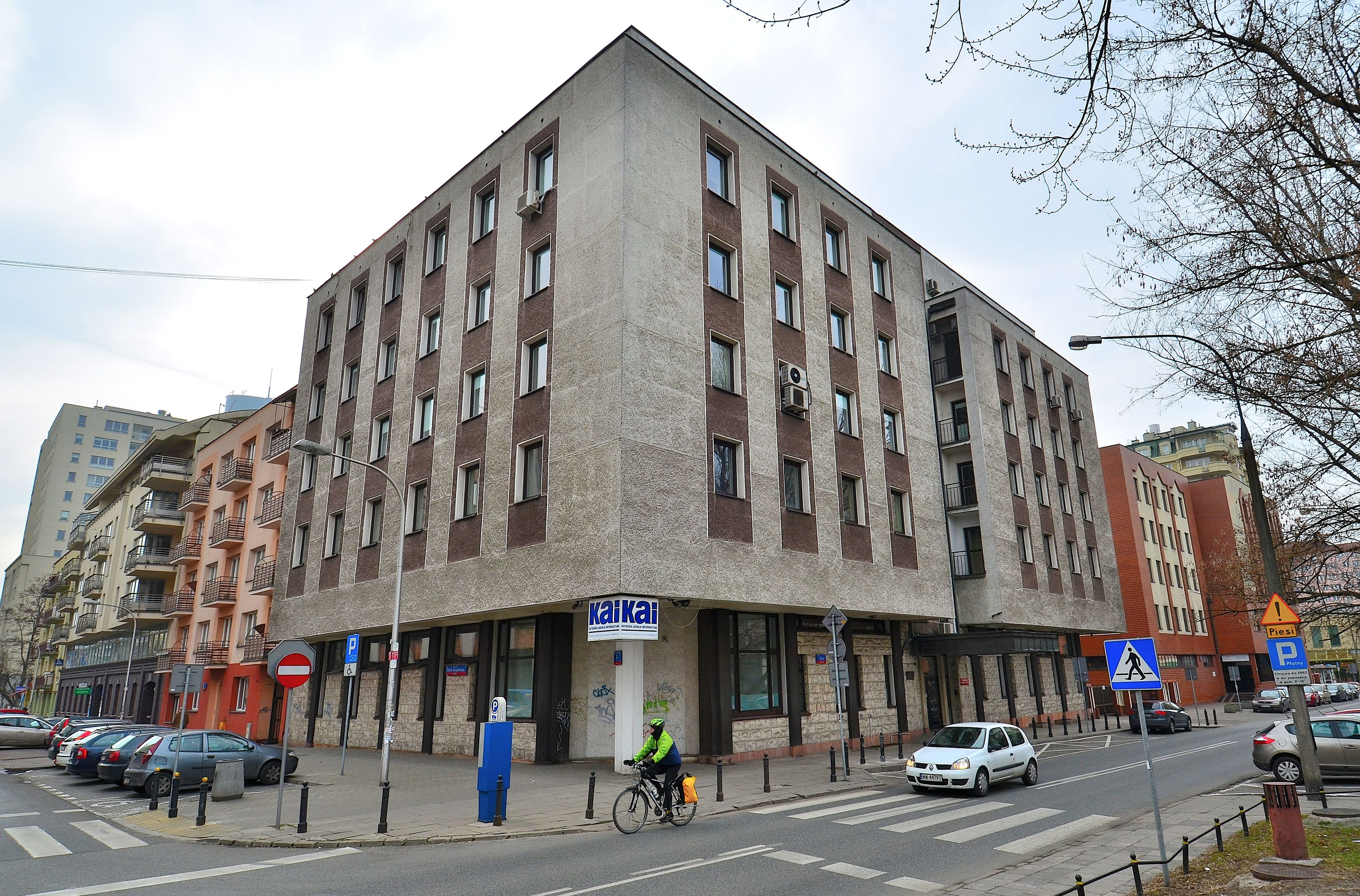
Budynek na skwerze kard. Stefana Wyszyńskiego 9 w Warszawie, w którym m.in. znajduje się siedziba Papieskich Dzieł Misyjnych

Papieskie Dzieła Misyjne (PDM) – Papieskie Dzieło Rozkrzewiania Wiary (PDRW), Papieskie Dzieło św. Piotra Apostoła (PDPA), Papieskie Dzieło Misyjne Dzieci (PDMD) oraz Papieska Unia Misyjna (PUM) – zostały założone w XIX i XX wieku i miały za cel budzenie świadomości misyjnej wśród wiernych Kościoła katolickiego: dorosłych, młodzieży, dzieci oraz duchowieństwa diecezjalnego i zakonnego.
Gdy stały się Dziełami o zasięgu międzynarodowym zostały uznane za papieskie. Trzy pierwsze – Dzieło Rozkrzewiania Wiary, Dzieło św. Piotra Apostoła, Dzieło Misyjne Dzieci – zyskały charakter papieski dnia 3 maja 1922 r. na mocy motu proprio Romanorum Pontificum papieża Piusa XI, natomiast Unia Misyjna Duchowieństwa dnia 28 października 1956 r. na mocy dekretu papieża Piusa XII.
Papieskie Dzieła Misyjne są zatem narzędziem ewangelizacji pozostającym do dyspozycji Papieża. 
PDM podlegają Kongregacji Ewangelizacji Narodów. Do Rady Wyższej PDM należą sekretarze generalni Dzieł, prowadzący sekretariaty generalne w Rzymie. W poszczególnych krajach istnieją struktury krajowe Dzieł. W Polsce jest to Dyrekcja Krajowa PDM, Sekretariaty Krajowe Dzieł i dyrektorzy diecezjalni PDM.

## Poszczególne Papieskie Dzieła Misyjne
Papieskie Dzieło Rozkrzewiania Wiary (PDRW) jest jednym z czterech Papieskich Dzieł Misyjnych. Jego zadaniem jest wspieranie działalności misyjnej w Kościele katolickim na całym świecie. Działając  na wszystkich kontynentach, w ponad 150 krajach świata, budzi świadomość misyjną i odpowiedzialność za misyjne dzieło Kościoła wśród wszystkich jego członków. Głównymi celami PDRW są: kształtowanie odpowiedzialności za misje, duchowa i materialna pomoc misjom, informowanie o wielorakich potrzebach misji, kształtowanie animatorów i współpracowników misji.
Papieskie Dzieło św. Piotra Apostoła (PDPA) powstało w Caen we Francji w 1889 r. z inicjatywy Jeanne Bigard (1859-1934) i jej matki Stefanii Cottin. Jego zadaniami są: pomoc  w kształceniu i formacji seminarzystów oraz kandydatów do życia zakonnego w krajach misyjnych, pomoc w budowie i wyposażaniu seminariów oraz domów formacyjnych na misjach, budzenie odpowiedzialności za misje i troska o powołania w krajach misyjnych. 
Papieskie Dzieło Misyjne Dzieci (PDMD) to stowarzyszenie uwrażliwiające polskie dzieci w wieku szkolnym na potrzeby swoich rówieśników na całym świecie. 
Pod skrzydłami PDMD mali chrześcijanie na miarę swych możliwości, wciąż spieszą z pomocą potrzebującym rówieśnikom w krajach misyjnych. Wspierają je swoimi codziennymi modlitwami, a także ofiarami materialnymi.
W roku 1843 francuski biskup Karol de Forbin-Janson, poruszony tragicznym losem małych Chińczyków, powołał do istnienia Dzieło Świętego Dziecięctwa. Za patrona nowego Dzieła obrał Dzieciątko Jezus.
Papieska Unia Misyjna (PUM) założona została przez bł. Pawła Mannę (1872-1952), włoskiego misjonarza w 1916 r. Ma na celu informację i formację misyjną kapłanów, członków instytutów zakonnych, stowarzyszeń życia wspólnego i instytutów świeckich, kandydatów do kapłaństwa i do życia poświęconego Bogu, jak również innych osób pełniących w Kościele posługę pastoralną. (por. Statuty PDM, rozdz.II, 23).